# Saperavi

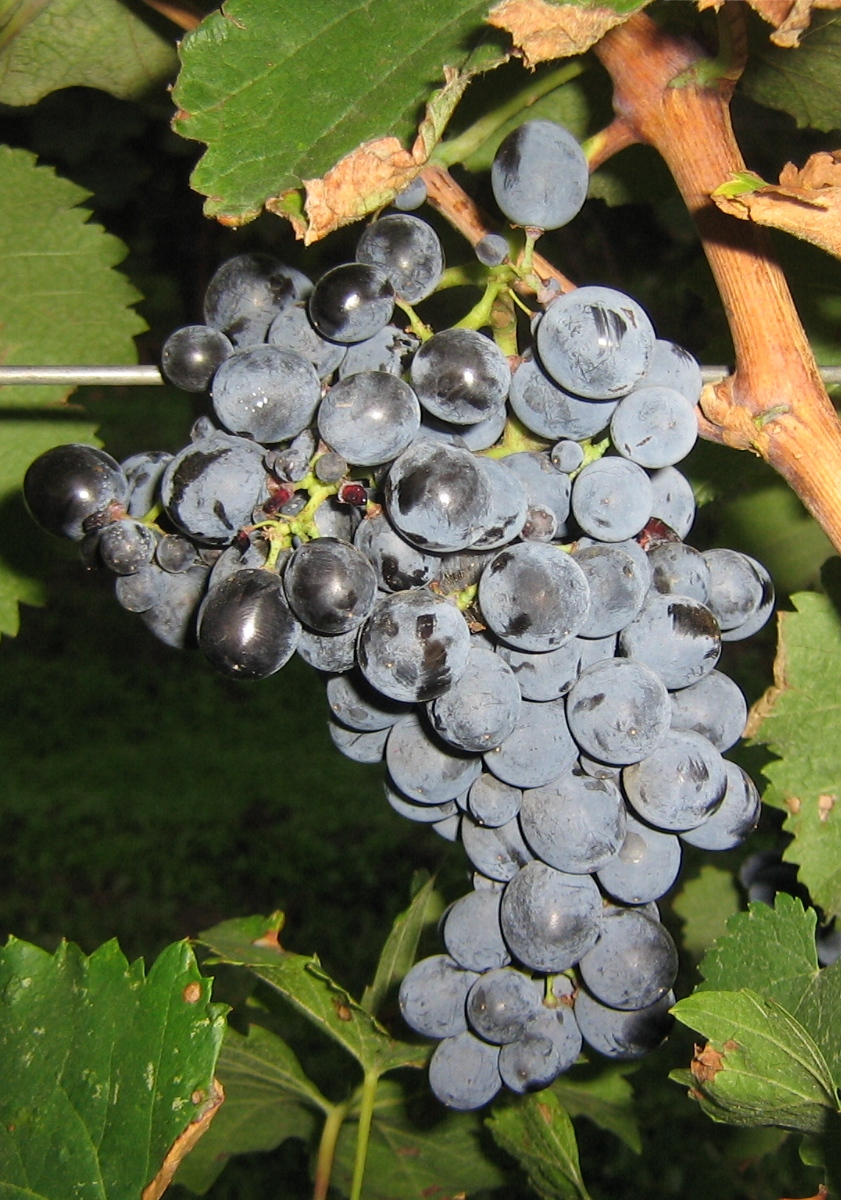
Strugure de Saperavi

Saperavi (din georgiană: საფერავი -  "vopsea, colorat" - datorita culorii intense rosu-inchis) este un soi de struguri de origine georgiană și este folosit în special în cupaj pentru mai multe vinuri roșii, de exemplu Negru de Purcari. Vinurile produse cu struguri Saperavi au o culoare roșu intens, Este soiul de struguri folosit la producerea celor mai cunoscute vinuri georgiene roșii.
Saperavi este un soi rezistent, cunoscut pentru abilitatea sa de a rezista la vreme extrem de rece, și este popular pentru creștere la mare altitudine și pe pante.